# César Ibáñez
César Alberto Ibáñez Jiménez (Guadalajara, 1 de abril de 1992) es un futbolista mexicano. Juega como lateral derecho y su equipo actual es el Club Deportivo Irapuato, de la Serie A de México.

## Trayectoria
Se formó en las fuerzas básicas del Club Atlas de Guadalajara. Empezó jugando en los equipos de tercera y segunda división del club en el 2007 y un año después, el 8 de noviembre de 2008, logró debutar en primera división a los 16 años de edad en un triunfo de su equipo 2-1 sobre Monarcas Morelia, el encargado de debutarlo fue Darío Franco. El 24 de abril de 2010 anotó su primer gol cuando contra Jaguares de Chiapas. A finales del mes de abril de 2010 visores del Real Valladolid fueron a buscarlo para llevarlo al equipo "B", sin embargo, optó por quedarse en México ya que tenía la confianza de que se podía consolidar en el Atlas y acabó rechazando la oferta.
Para el Torneo Apertura 2011 pasó al Club Santos Laguna, y ese mismo torneo logró el subcampeonato. En el Torneo Clausura 2012 fue campeón con el club verdiblanco siendo suplente con el técnico Benjamín Galindo, entró a jugar el segundo tiempo de la final de vuelta en lugar de Osmar Mares. Consiguió su primer gol con el Santos el 12 de abril de 2013 a los 65 minutos marcando la anotación del empate contra el Deportivo Toluca, para finalizar con una victoria de 2-1 en Torreón. Tras la salida de Iván Estrada al Pachuca en el Torneo Apertura 2013, sustituyó su posición y logró la titularidad con el club bajo la tutela de Pedro Caixinha. En ese torneo jugó todos los partidos como titular, saliendo únicamente de cambio contra Jaguares al minuto 83, lo que lo convirtió en el segundo jugador que más minutos participó en Santos solo por detrás de Oswaldo Sánchez.
El 15 de marzo de 2014 sufrió una fuerte caída en el partido contra Pachuca que le provocó un esguince cervical y lo dejó dos semanas fueras. Como parte de su recuperación, disputó un partido con el equipo de la categoría sub-20 el 31 de marzo, partido en el cual sufrió una lesión de ligamento cruzado anterior de la rodilla izquierda, su tiempo de recuperación fue de seis meses y se perdió el Torneo Clausura 2014. El 11 de octubre reapareció en las canchas en un partido amistoso ante el Club América, en donde se resintió de nueva cuenta de su lesión en la rodilla izquierda. Su tiempo de recuperación fue de un semestre, motivo por el cual se perdió su segundo torneo consecutivo. La temporada 2014-15, mientras se encontraba enfocado en recuperarse de sus lesiones, su equipo obtuvo los campeonatos de la Copa México Apertura 2014 y Torneo Clausura 2015.

## Selección nacional

### Categorías inferiores
México Sub-17
En 2008 disputó con la Selección de fútbol sub-17 de México partidos amistosos. Fue convocado por José Luis González China para disputar el Campeonato Sub-17 de la Concacaf de 2009, jugó como titular los tres partidos que disputó. Fue convocado de nueva cuenta, esta vez para disputar la Copa Mundial de Fútbol Sub-17 de 2009, participó en todos los encuentros como titular y México fue eliminado en octavos de final por Corea del Sur.
México Sub-20
En marzo de 2011 fue convocado por Juan Carlos Chávez para disputar el Campeonato Sub-20 de la Concacaf, jugó solamente dos partidos, uno como titular. En la final, México derrotó a Costa Rica y se alzó con el título de campeón. Unos meses después fue convocado de nueva cuenta a la selección sub-20, esta vez para disputar la Copa Mundial de Fútbol Sub-20 de 2011. Jugó todos los partidos completos y México terminó como tercer lugar de la competencia.
México Sub-21
En mayo de 2011 fue seleccionado para participar en el Torneo Esperanzas de Toulon de 2011, jugó cuatro partidos del torneo y México perdió el partido por el tercer lugar ante Italia.
México Sub-22
Luis Fernando Tena lo convocó para participar en los Juegos Panamericanos de 2011. Disputó todos los partidos del torneo como titular, saliendo de cambio en dos de ellos. Logró el título del torneo al vencer a Argentina en la final.
México Sub-23
Formó parte de las convocatorias previas al Preolímpico de Concacaf de 2012, pero no logró entrar en la lista definitiva y quedó fuera de la competencia. En mayo fue convocado al Torneo Esperanzas de Toulon de 2012 en lugar de Jerónimo Amione que sufrió una lesión, jugó tres partidos del torneo y logró el campeonato con México al derrotar en la final a Turquía.

## Estadísticas
Actualizado al último partido jugado el 18 de enero de 2020.

### Clubes
| Atlas F. C. · México |               |               |    |   |   |    |    |    |    |   |
| 1.ª | 2008-09       | 4             | 0  | 2 | 0 | -  | -  | 6  | 0  |   |
| 1.ª | 2009-10       | 1             | 1  | - | - | -  | -  | 1  | 1  |   |
| 1.ª | 2010-11       | 0             | 0  | - | - | -  | -  | 0  | 0  |   |
| Total club | Total club    | 5             | 1  | 2 | 0 | 0  | 0  | 7  | 1  |   |
| C. Santos Laguna · México |               |               |    |   |   |    |    |    |    |   |
| 1.ª | 2011-12       | 14            | 0  | - | - | 5  | 0  | 19 | 0  |   |
| 1.ª | 2012-13       | 19            | 1  | - | - | 4  | 0  | 23 | 1  |   |
| 1.ª | 2013-14       | 23            | 0  | 2 | 0 | -  | -  | 25 | 0  |   |
| 1.ª | 2014-15       | 0             | 0  | 0 | 0 | -  | -  | 0  | 0  |   |
| 1.ª | 2015-16       | 10            | 1  | - | - | 2  | 0  | 12 | 1  |   |
| 1.ª | 2016-17       | 0             | 0  | 0 | 0 | -  | -  | 0  | 0  |   |
| Total club | Total club    | 66            | 2  | 2 | 0 | 11 | 0  | 79 | 2  |   |
| Total carrera | Total carrera | Total carrera | 71 | 3 | 4 | 0  | 11 | 0  | 86 | 3 |
| (1)Incluye datos de la Copa México e InterLiga (2009) (2)Incluye datos de la Concacaf Liga de Campeones (2011-12, 2012-13, 2015-16) |               |               |    |   |   |    |    |    |    |   |

### Selecciones
| Competición                              | Categoría | Sede      | Resultado        | PJ | G |
| ---------------------------------------- | --------- | --------- | ---------------- | -- | - |
| Campeonato Sub-17 de la Concacaf de 2009 | Sub-17    | México    | Clasificado      | 3  | 0 |
| Copa Mundial de Fútbol Sub-17 de 2009    | Sub-17    | Nigeria   | Octavos de final | 4  | 0 |
| Campeonato Sub-20 de la Concacaf de 2011 | Sub-20    | Guatemala | Campeón          | 2  | 0 |
| Copa Mundial de Fútbol Sub-20 de 2011    | Sub-20    | Colombia  | Tercer lugar     | 7  | 0 |
| Torneo Esperanzas de Toulon de 2011      | Sub-21    | Francia   | Cuarto lugar     | 4  | 0 |
| Juegos Panamericanos de 2011             | Sub-22    | México    | Medalla de oro   | 5  | 0 |
| Torneo Esperanzas de Toulon de 2012      | Sub-23    | Francia   | Campeón          | 3  | 0 |
| Total                                    | –         | –         | –                | 28 | 0 |

### Resumen estadístico
| Competencia                | Partidos | Goles |
| -------------------------- | -------- | ----- |
| Liga                       | 71       | 3     |
| Copas nacionales           | 4        | 0     |
| Copas internacionales      | 11       | 0     |
| Selección de México Sub-23 | 3        | 0     |
| Selección de México Sub-22 | 5        | 0     |
| Selección de México Sub-21 | 4        | 0     |
| Selección de México Sub-20 | 9        | 0     |
| Selección de México Sub-17 | 7        | 0     |
| Total                      | 114      | 3     |

## Palmarés

### Campeonatos nacionales
| Título                     | Equipo             | País   | Año     |
| -------------------------- | ------------------ | ------ | ------- |
| Primera División de México | Club Santos Laguna | México | C-2012  |
| Copa México                | Club Santos Laguna | México | A-2014  |
| Primera División de México | Club Santos Laguna | México | C-2015  |
| Campeón de Campeones       | Club Santos Laguna | México | 2014-15 |

### Campeonatos internacionales
| Título                           | Equipo                     | País        | Año  |
| -------------------------------- | -------------------------- | ----------- | ---- |
| Campeonato Sub-20 de la Concacaf | Selección de México Sub-20 | Guatemala   | 2011 |
| Juegos Panamericanos             | Selección de México Sub-22 | Guadalajara | 2011 |
| Torneo Esperanzas de Toulon      | Selección de México Sub-23 | Francia     | 2012 |